# Vesta

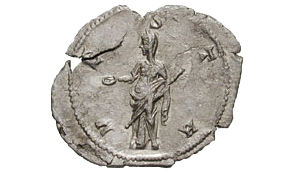
Raffigurazione della dea Vesta che regge una patera e uno scettro sul rovescio di un antoniniano

Vesta, figlia di Saturno e di Opi, sorella di Giove, Nettuno, Plutone, Cerere, Giunone, è una figura della mitologia romana corrispondente a Estia.

## Caratteristiche
Vesta, la dea del focolare domestico, era venerata pubblicamente nel tempio di Vesta, i cui resti sono ancora visibili nel Foro romano, e privatamente in ogni casa romana.
Il suo culto pubblico consisteva nel mantenere sempre acceso il fuoco sacro nel tempio a lei dedicato, compito affidato alle vestali.
In una delle sue raffigurazioni più tipiche la dea indossa una lunga stola e tiene in mano uno scettro. Vesta è raffigurata anche seduta in trono con in mano una patera per il sacrificio e lo scettro.

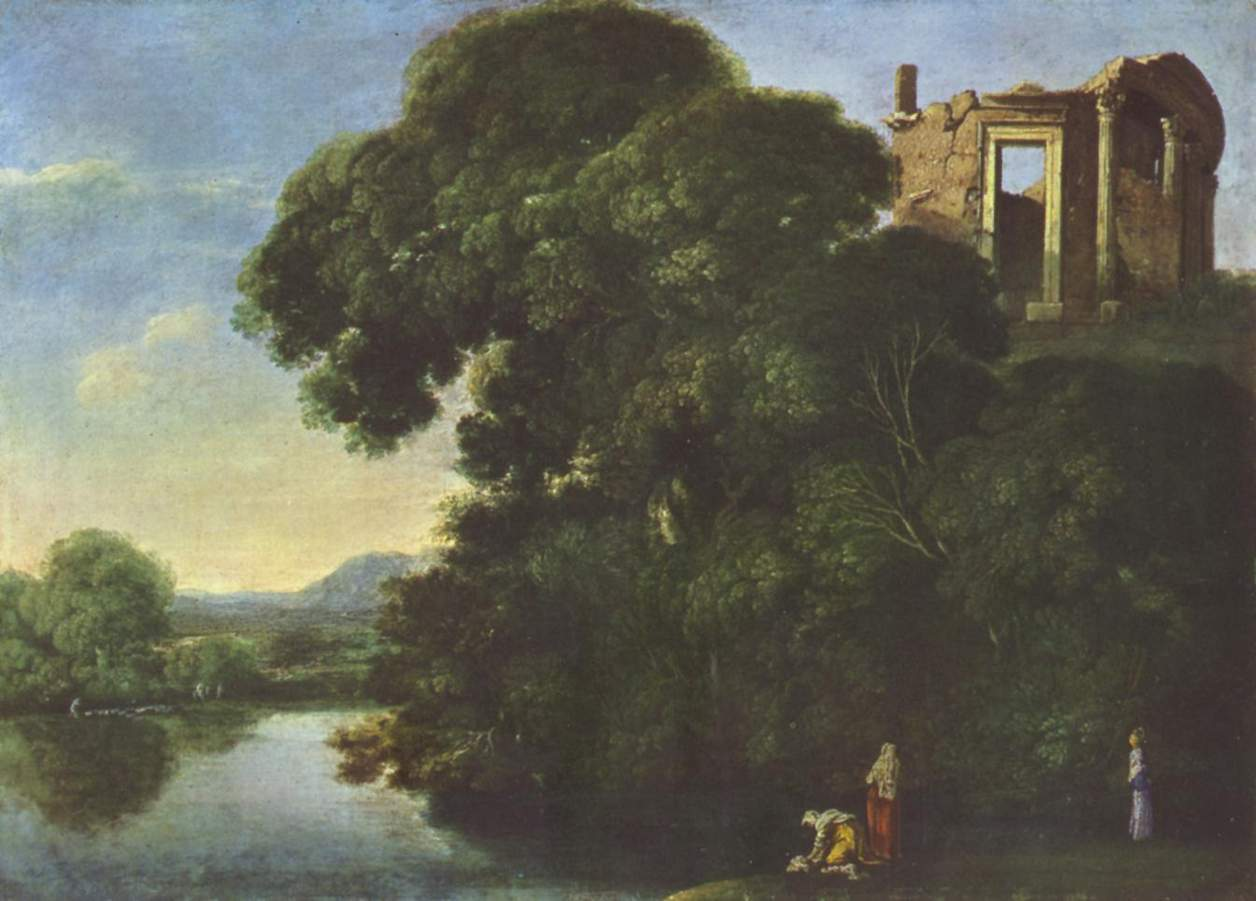
Tempio dedicato a Vesta a Tivoli, di Adam Elsheimer

Vesta, dea del focolare, era associata a Vulcano, dio del fuoco, come anche dimostrato dal Portico degli Dei Consenti, dove tra le coppie dei  duodecim deos Consentis trovava posto anche quella formata da Vesta e da Vulcano.
Il culto romano trova corrispondenza in quello greco di Estia, figlia di Crono e Rea.
La posizione dell'Atrium Vestae, il complesso di edifici dato dal Tempio di Vesta e dalla Casa delle Vestali,  esterno ai confini degli abitati del Palatino e del Quirinale, fa ritenere che il culto di Vesta fosse un culto pubblico condiviso tra genti Latine e Sabine.
Il culto del fuoco viene fatto risalire ad un'antica concezione religiosa naturalista degli Indoeuropei, della quale sarebbero un'ulteriore attestazione il dio vedico Agnis ed il culto del fuoco di Estia in Grecia.
Per il rituale dei tre fuochi vedici, da cui deriverebbero le caratteristiche delle divinità romane legate al fuoco, gli officianti dovevano accendere sul terreno tre fuochi: il primo, chiamato "fuoco del padrone di casa", rappresentava il sacrificante stesso ed aveva lo scopo di accendere gli altri, il secondo, "fuoco delle offerte", portava il sacrificio agli dèi per mezzo del fumo, il terzo, "fuoco di destra o del sud", era la sentinella contro l'attacco degli spiriti maligni. A Roma i primi due fuochi sarebbero stati trasportati nella figura di Vesta, e il terzo in quella di Vulcano.. 
Il fuoco sacro, custodito nel tempio di Vesta a Roma, venne spento nel 391 d.C. per ordine dell'imperatore Teodosio, perché culto pagano.

## Celebrazione
Il primo marzo, giorno del capodanno romano, veniva rinnovato il fuoco sacro nel tempio a lei dedicato.
La dea Vesta veniva celebrata nelle Vestalia che si svolgevano nella settimana che va dal 9 giugno al 15 giugno. Il primo giorno delle celebrazioni era dedicato all'apertura annuale del tempio per i riti sacrificali.